# Dècada del 1370
La dècada del 1370 comprèn el període d'anys entre el 1370 i el 1379, tots dos inclosos.

## Esdeveniments
- Primera elaboració de perfum amb tècniques modernes, a Hongria
- S'introdueix el joc de cartes a Europa
- Continua la Guerra dels Cent Anys
- Publicació de l'Atles Català
- Cisma d'Occident, amb dos candidats a Papa
- Creació de la Hansa Teutònica, a imitació de la Lliga Hanseàtica
- Mongòlia, després de la pèrdua del seu imperi, comença un procés de feudalisme accelerat

## Personatges destacats
- Geert Groote, predicador neerlandès
- Gregori XI
- Eduard de Woodstock